# Zoltán Kecskés
Zoltán Kecskés (* 14. Juli 1974 in Valea lui Mihai, Rumänien) ist ein ehemaliger ungarischer Gewichtheber.

## Karriere
Kecskés erreichte bei den Europameisterschaften 1994 den fünften Platz in der Klasse bis 59 kg.  Bei den Weltmeisterschaften 1995 war er Zehnter in der Klasse bis 69 kg. 1996 nahm er an den  Olympischen Spielen in Atlanta teil, bei denen er Achter im Federgewicht wurde. Bei den Europameisterschaften 2002 und 2003 war er Fünfter in der Klasse bis 69 kg. Bei den Weltmeisterschaften 2003 erreichte er den achten Platz. Während der Olympischen Spiele 2004 in Athen wurde bekannt, dass er kurz davor eine positive Dopingprobe abgegeben hatte und er wurde für zwei Jahre gesperrt.